# Az-Zâhir Sayf ad-Dîn Barquq
Pour les articles homonymes, voir Az-Zahir et Sayf ad-Dîn.
Az-Zâhir Sayf ad-Dîn Barquq est un circassien (Tcherkesse), qui, à la suite d'une révolte déclenchée en Syrie en 1377, prend le pouvoir en Égypte mamelouke et est proclamé sultan en 1382 créant la dynastie burjite. Le dernier membre de la dynastie bahrite, As-Sâlih Zayn ad-Dîn Hajji, reprend temporairement le pouvoir en 1389. Barquq le reprend l'année suivante jusqu'en 1399. Son fils An-Nâsir Faraj ben Barquq lui succède.

## Biographie

### Les débuts
Barquq, d’origine circassienne, a été acheté comme esclave et devint mamelouk dans la propriété de Yalbogha al-`Umari (en) en 1363 ou 1364.

### L’ascension
Depuis 1341 l’empire mamelouk est dirigé par les fils d’An-Nâsir Muhammad, mais aucun de ces sultans n’a été suffisamment fort pour prendre le contrôle total du pouvoir. Certains d’entre eux étaient même des enfants au moment de leur accession au sultanat et n’étaient que des marionnettes dans les mains d’un régent ou d’une faction.
C’est ce qui est arrivé après le reversement et  l’assassinat  d’Al-Achraf Zayn ad-Dîn Chabân en 1376. Yalbogha est tué lors de ce renversement. Les mamelouks rebelles remplacent Zayn ad-Dîn Chabân par son fils de dix ans Al-Mansûr Alâ ad-Dîn Ali dont Barquq devient le régent avec un de ses adversaires d’origine turque Barcha.
En 1381, Barquq fait emprisonner Barcha, son corégent. À la mort de Barcha ses partisans au nombre de 5000 se soulèvent contre Barquq. Ce dernier attend que ce groupe se soit dispersé dans le Caire pour fondre sur eux et les exterminer avec les troupes de la citadelle.
En 1382, As-Sâlih Zayn ad-Dîn Hajji, le frère d'Al-Mansûr Alâ ad-Dîn Ali, est mis sur le trône. L’assemblée des Mamelouks réclame que quelqu’un de plus mûr soit choisi.

### Le premier règne (1382-1389)
Le 26 novembre 1382, Barquq est proclamé sultan. Il fonde la dynastie des mamelouks circassiens appelés aussi burjites car leur quartier général se trouve dans la citadelle du Caire, alors que les casernements des troupes turques se trouvent sur l’île de Rodha sur le Nil. Il place ses partisans et les membres de sa famille aux postes importants au détriment des autres Mamelouks.
Barquq relance l'économie et réaménage les ressources de l'Etat : il entreprend l'acquisition d'environ 5000 esclaves qu'il incorpore dans ses troupes afin d'outrepasser l'emprise jusqu'alors exercée par les émirs militaires, ces derniers disposant de nombreux mamelouks.
Il fait construire plusieurs monuments : 
- La Madrasa Khanqa à son nom au centre du Caire en 1386. Elle servait à la fois de khanqah et de madrasa
- Le mausolée de Barquq ne contient en réalité que la tombe de sa fille.
- Le souk du Caire Khân al-Khalili fondé en 1382 par son émir du moment nommé Jjaharks el-Khalili.

### La révolte
L’année 1389 est celle de la révolte de deux gouverneurs mamelouks :  Mintash, gouverneur de Malatya, et Yalbogha al-Nasiri, gouverneur d’Alep  (à ne pas confondre avec Yalbogha al-`Umari (en)).  Après avoir pris le contrôle de la Syrie, ils se dirigent vers Le Caire. Barquq essaie de s’enfuir, il est pris et enfermé dans la forteresse d'Al-Karak. Les deux gouverneur replacent Malik as-Sâlih Hajj  sur son trône avec le titre d’Al-Mansûr (Le vainqueur). Les luttes intestines entre mamelouk finissent par profiter à Barquq qui revient au Caire en février 1390.

### Second règne (1390-1399)

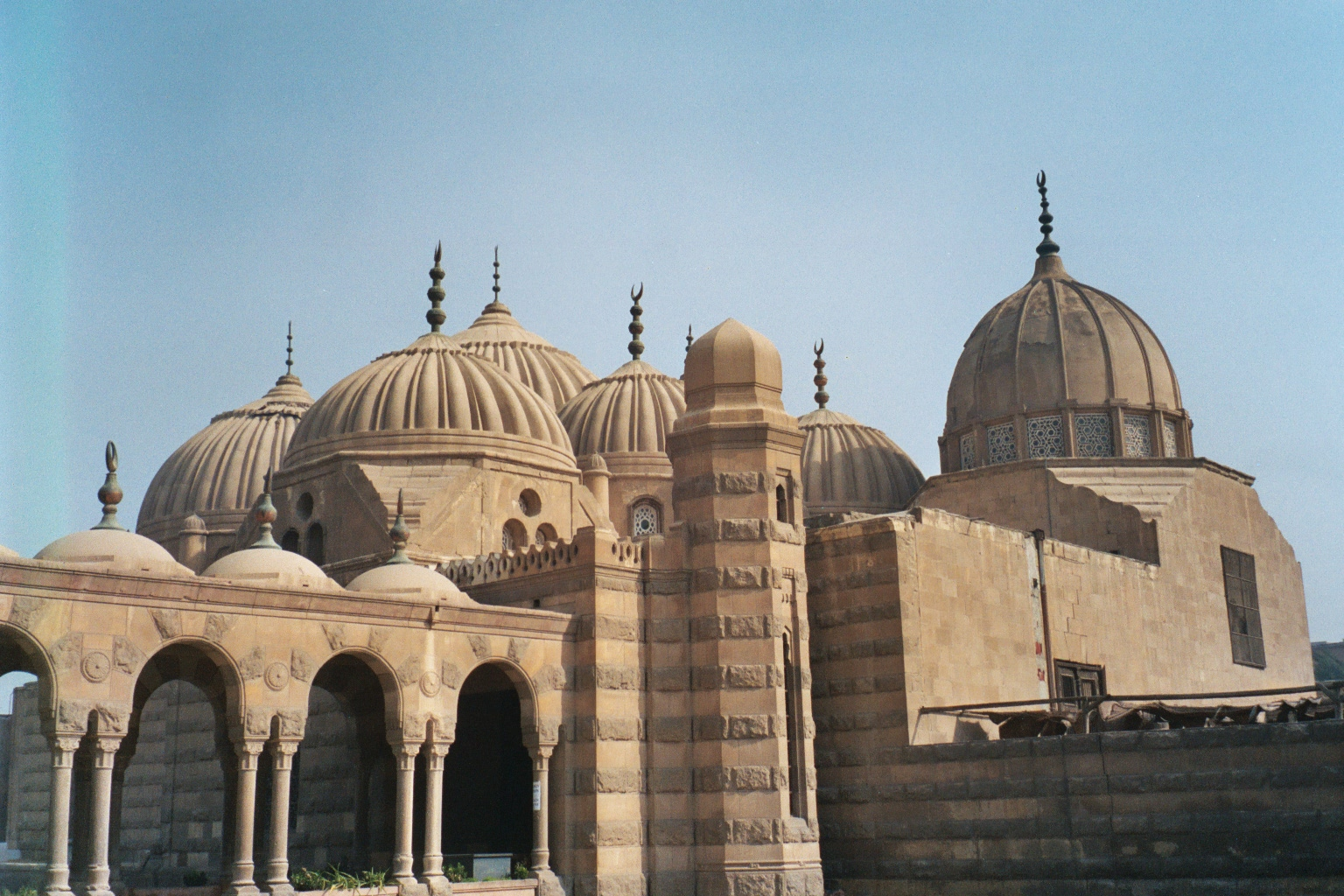
Mausolée des mamelouks dans le cimetière nord du Caire

Au cours de ce second règne Barquq parvient à remplacer tous les gouverneurs et principaux officiers par des hommes de ses proches.
Tamerlan prend la Mésopotamie,  il envoie alors une lettre à Barquq. Au lieu de répondre à cette ambassade, Barquq fait exécuter les messagers et au même moment il fait bon accueil à un des adversaires de Tamerlan.
En 1394, Barquq envoie une lettre à Tamerlan, lui demandant de ne pas intervenir dans les relations entre l’Égypte et la Syrie. La réponse de Tamerlan est cinglante : « Nous sommes nombreux, Nous avons vaincu les plus grandes nations. Ceux qui se soumettent restent en vie. Ceux qui résistent le regrettent peu après. ». En été 1395, Barquq part pour la Syrie avec son armée, vers Damas puis Alep. Il apprend que Tamerlan s’est dirigé vers le nord. Il décide de rentrer au Caire en novembre 1395.
En 1396, Barquq a donné l'ordre qu'une quantité de 20 irdabbs soient distribués quotidiennement aux pauvres et aux prisonniers. 
Barquq fait défricher le Fayoum, et laisse 400 000 pièces d'or dans son trésor.
Barquq meurt en juin 1399 il est enterré dans le cimetière nord du Caire. Son fils An-Nâsir Faraj lui succède.